# Château de Petra Maklou
 (septembre 2024).
La mise en forme du texte ne suit pas les recommandations de Wikipédia : il faut le « wikifier ».
Les points d'amélioration suivants sont les cas les plus fréquents :
- Les titres sont pré-formatés par le logiciel. Ils ne sont ni en capitales, ni en gras.
- Le texte ne doit pas être écrit en capitales (les noms de famille non plus), ni en gras, ni en italique, ni en « petit »…
- Le gras n'est utilisé que pour surligner le titre de l'article dans l'introduction, une seule fois.
- L'italique est rarement utilisé : mots en langue étrangère, titres d'œuvres, noms de bateaux, etc.
- Les citations ne sont pas en italique mais en corps de texte normal. Elles sont entourées par des guillemets français : « et ».
- Les listes à puces sont à éviter, des paragraphes rédigés étant largement préférés. Les tableaux sont à réserver à la présentation de données structurées (résultats, etc.).
- Les appels de note de bas de page (petits chiffres en exposant, introduits par l'outil «  Source ») sont à placer entre la fin de phrase et le point final[comme ça].
- Les liens internes (vers d'autres articles de Wikipédia) sont à choisir avec parcimonie. Créez des liens vers des articles approfondissant le sujet. Les termes génériques sans rapport avec le sujet sont à éviter, ainsi que les répétitions de liens vers un même terme.
- Les liens externes sont à placer uniquement dans une section « Liens externes », à la fin de l'article. Ces liens sont à choisir avec parcimonie suivant les règles définies. Si un lien sert de source à l'article, son insertion dans le texte est à faire par les notes de bas de page.
- La présentation des références doit suivre les conventions bibliographiques. Il est recommandé d'utiliser les modèles {{Ouvrage}}, {{Chapitre}}, {{Article}}, {{Lien web}} et/ou {{Bibliographie}}. Le mode d'édition visuel peut mettre en forme automatiquement les références.
- Insérer une infobox (cadre d'informations à droite) n'est pas obligatoire pour parachever la mise en page.

Pour une aide détaillée, merci de consulter Aide:Wikification.
Si vous pensez que ces points ont été résolus, vous pouvez retirer ce bandeau et améliorer la mise en forme d'un autre article.

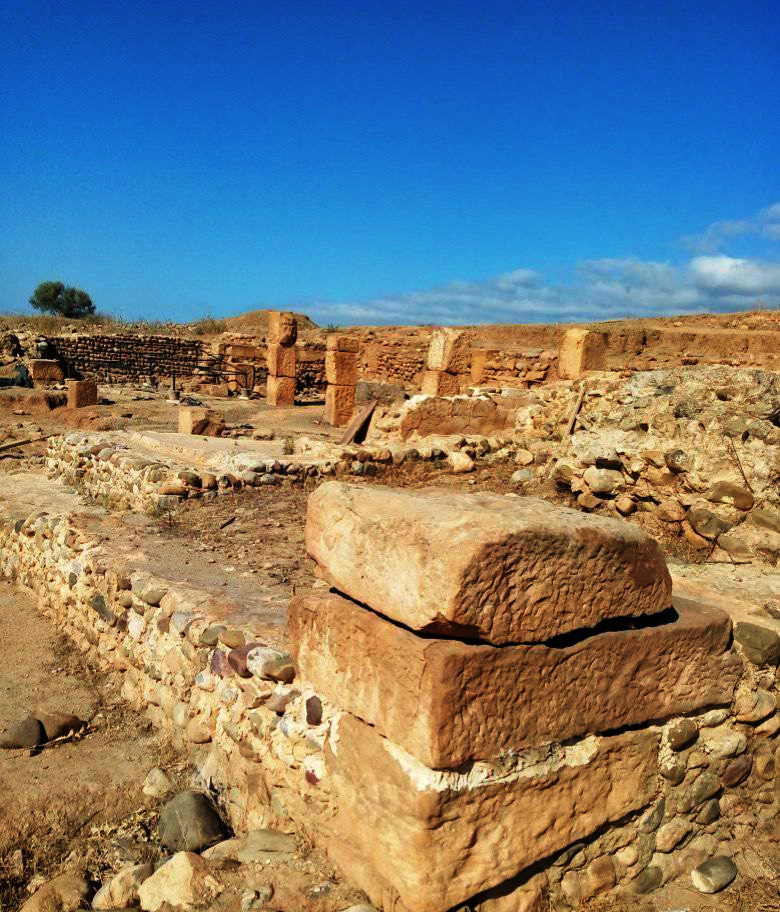
Le château de Petra Maklou.

Le château de Petra, également connu sous le nom de Mlakou, est un site historique ancien chateau du roi berbers Nubel situé près de Béjaïa en Algérie. Détruit au 4e siècle par le général romain Théodose,,, lors de la guerre  contre Firmus, Petra était la résidence de Zammac roi Berber fils de Nubel,Selon l'historien romain Ammien Marcellin, Petra avait « la taille d’une ville,,».

## Découverte
L’existence du site de Petra a été signalée en 1901 par l’historien et archéologue français Stéphane Gsell. La découverte d'une inscription gravée sur une pierre à Ighzer Amokrane, près de Petra, mentionne la construction par Nubel d’un « château fort qui s’élevait sur une montagne dominant la Soummam».

## Histoire
Présenté par les archéologues comme « le siège de résidence et de gouvernance de la région », Petra fut rasée par Théodose après que Firmus soit révolté contre l’autorité de l’empereur Valentinien II,.Description par Stéphane Gsell Dans sa « Note sur une inscription d’Ighzer Amokrane », Stéphane Gsell décrit Petra comme un « éperon qui commande au nord le confluent de l’Oued-Seddouk avec l’Oued-Sahel (la Soummam) ». Il mentionne également la présence de « traces de murs, des chapiteaux, des colonnes bien conservées » et des « pierres portant des caractères et des dessins employés à des constructions voisines ».